# 輕煙犬
輕煙犬（英語：Vapor wake canine）是美國執法部門使用的特種警犬和嗅探犬，能捕捉及跟蹤爆裂物散發出的氣味，找出攜帶爆裂物的人，還能根據一個人留下的熱氣流來跟蹤對方。理論上，牠們甚至可在5萬人的體育場內找到自殺式炸彈襲擊者。
這種狗是奧本大學獸醫學院負責培訓的。至2020年，全美國有200－300隻奧本大學培訓出的輕煙犬。